# Контакт (альбом)
«Контакт» — альбом петербургской группы «Электрические партизаны» 2007 года. Это второй альбом «Электрических партизан» и восьмой авторский альбом Вадима Курылёва. Вадим Курылёв считает «Контакт» самым эклектичным своим альбомом.

## Об альбоме
Альбом записан на студии «1» (Санкт-Петербург) в течение 2006 года. Запись, программирование, сведение, мастеринг — Павел Ключарев.
В мультимедиа-приложение включён видеоклип «Ингерманландия» (electropartisanvideo, 2005—2006). Помимо песен В. Курылёва в альбом включены две кавер-версии песен Георгия Ордановского и группы «Россияне» — «Будет день» и «Последний трамвай».

## Обложка
Автор фото и дизайна обложки Владимир Дворник. В оформлении обложки был впервые использован логотип группы «Электрические партизаны».

## Список композиций
Музыка и тексты — Вадим Курылёв (кроме специально отмеченных).
1. Контакт — 3:16
2. Булавка для бабочки — 3:00
3. За острый край — 2:47
4. Подземное время — 4:32
5. Может быть — 2:21
6. В городе цвета дождя — 3:08
7. Дух противоречия — 3:07
8. X-Loop — 0:24
9. Свет на дороге — 3:25
10. Не для всех — 2:51
11. Навеки в нирване — 3:32
12. Песня для радио — 2:43
13. Чёрная луна — 3:40
14. Dance Dance Dance — 0:19
15. Будет день (Г.Ордановский) — 3:38
16. Последний трамвай (Г.Ордановский) — 3:34

## Участники записи
- Вадим Курылёв — голос, гитары, бас-гитара, клавиши, программирование клавишных (6)
- Михаил Нефёдов — барабаны
- Дмитрий Ковалёв — электрогитара
- Роман Прокофьев — электрогитара
- Михаил Чернов — саксофон
- Иван Васильев — труба

## Песни
- «Булавка для бабочки» — «Чёрная речка» является реально существующей в Санкт-Петербурге станцией метро, через которую Курылёв проезжает почти каждый день.
- «Может быть» — строка «Театр закрывается — меня тошнит» имеет отношение к Даниилу Хармсу.
- «Песня для Радио» три раза звучала на радио — в программе «Лаборатория» Радио «Культура» (2 января и 13 апреля 2007 года) и 11 ноября 2013 года, в прямом эфире программы Семёна Чайки «Живые» на «Нашем радио». Песня «Рок-герой» («Навеки в Нирване») — в программе проекта «Рок-герой»[4] (2 октября 2007 г., «Наше радио»)
- Песня «Дух противоречия» в концертном варианте отличается от альбомного наличием 3-го куплета.
- «Навеки в нирване» — героем песни не является Курт Кобейн. Можно сказать, что это собирательный образ его последователей.